# SPC700

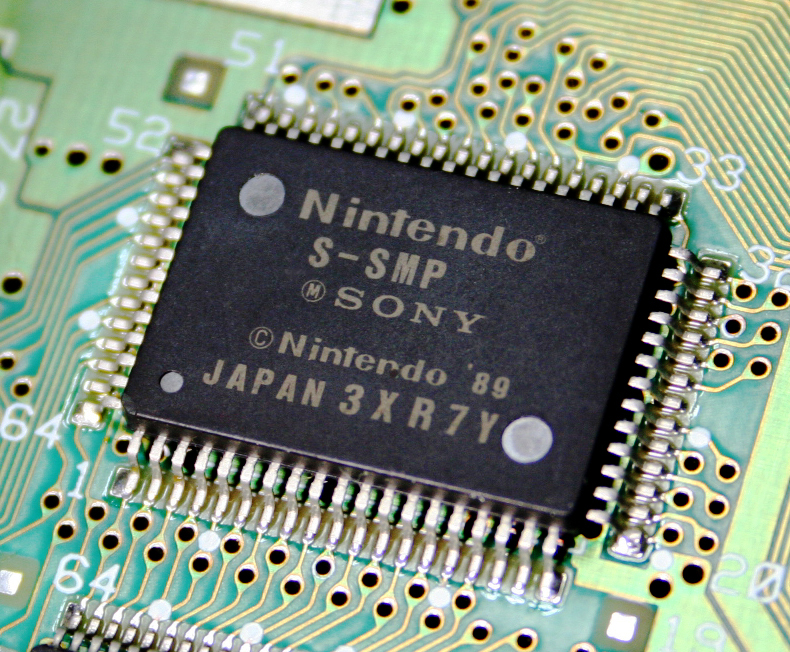
S-SMP

SONY SPC700 är en 8-bitars CPU kärna som används bl.a. som ljudchip i Super Nintendos spelkonsol. Ljudchippet i Super Nintendo utvecklades av Ken Kutaragi hos Sony. Det var mycket avancerat för sin tid (1990) och påminner mycket om de chip som används till MIDI-ljud på dagens moderna ljudkort. Chippet använder sig av komprimerade samplingar och kan återge 8 röster samtidigt med ett samplingsminne på 64 kb.